# Diplazon galenensis
Diplazon galenensis är en stekelart som beskrevs av Dasch 1964. Diplazon galenensis ingår i släktet Diplazon och familjen brokparasitsteklar. Inga underarter finns listade i Catalogue of Life.